# 葛野藩
葛野藩（かずらのはん）は、越前国丹生郡下糸生村（現在の越前町下糸生）の葛野に陣屋を置いて、江戸時代中期に短期間存在した藩。1697年、紀州徳川家の松平頼方（後の8代将軍徳川吉宗）に3万石の領知が与えられて成立したが、1705年に頼方が紀州藩を継いだために廃藩となった。同時に成立した頼方の兄・頼職の高森藩と同様に、紀州藩から派遣された少数の家臣によって領知の管理が行われており、当時は地元で「紀州領」と認識されていた。

## 歴史
元禄10年（1697年）4月11日、5代将軍徳川綱吉が紀州藩邸を訪問した際、紀州藩2代藩主徳川光貞の三男・松平頼職（18歳。後の紀州藩4代藩主徳川頼職）と、四男・松平頼方（14歳。後の8代将軍徳川吉宗）にそれぞれ越前国内で3万石ずつが与えられ、大名として取り立てられた。
兄の頼職に与えられたのは丹生郡内63か村（高森藩）、弟の頼方に与えられたのは丹生郡・坂井郡内45か村である。頼職・頼方に与えられた領知を検分するため、紀州藩から神谷与一右衛門と大畑才蔵が派遣され、両名は丹生郡笹谷村（現在の福井市笹谷町）と北山村（現在の越前市北山町）を拠点として、7月から8月にかけて巡見を行った。その報告に基づき、頼方領の陣屋は下糸生村の一地区（垣内。枝郷・枝村と説明される）である葛野に置くことが決定された。
宝永2年（1705年）6月、頼職が本家である紀州徳川家の家督を継ぐことになり、高森藩は廃藩となった（高森藩には同年10月に松平宗長が2万石で入る）。『角川日本地名大辞典』によれば、旧高森藩領のうち1万石が頼方に加増され、葛野藩は都合4万石となったとあるが、『福井県史』によれば加増はなく、葛野藩は3万石のままである。紀州藩主となった頼職も同年9月に死去し、頼方が紀州家の家督を継ぐこととなった。これにより葛野藩は廃藩となった。『徳川実紀』では「紀伊主税頭頼方朝臣宗家をつがれしかば、願たまふまゝに、これまでの所領三万石幷に青山の邸地収公せらる」とある。

## 領地

### 分布
葛野藩の領地は以下の通り。
- 越前国
  - 丹生郡のうち - 13か村（6,580石余）
    - 下糸生村、上糸生村、小倉村、笹谷村、小羽村、上天下村、田尻村、小倉大畑村、風巻村、竹生村、下天下村、猿和田村、三留村

  - 坂井郡のうち - 32か村（2万3,571石余）
    - 針原村、西太郎丸村、西長田村、大味村、蛸村、西村、蔵垣内村、下関村、上関村、山室村、水居村、定広村、松木村、長畠村、随応寺村、鷲塚村、田畑村、金剛寺村、清長村、羽根馬場村、東善寺村、轟村、大口東村、新用村、春近本堂村、兵庫島村、伊井村、下新庄村、定宗村、千歩寺村、東太郎丸村、河原井手村

### 葛野

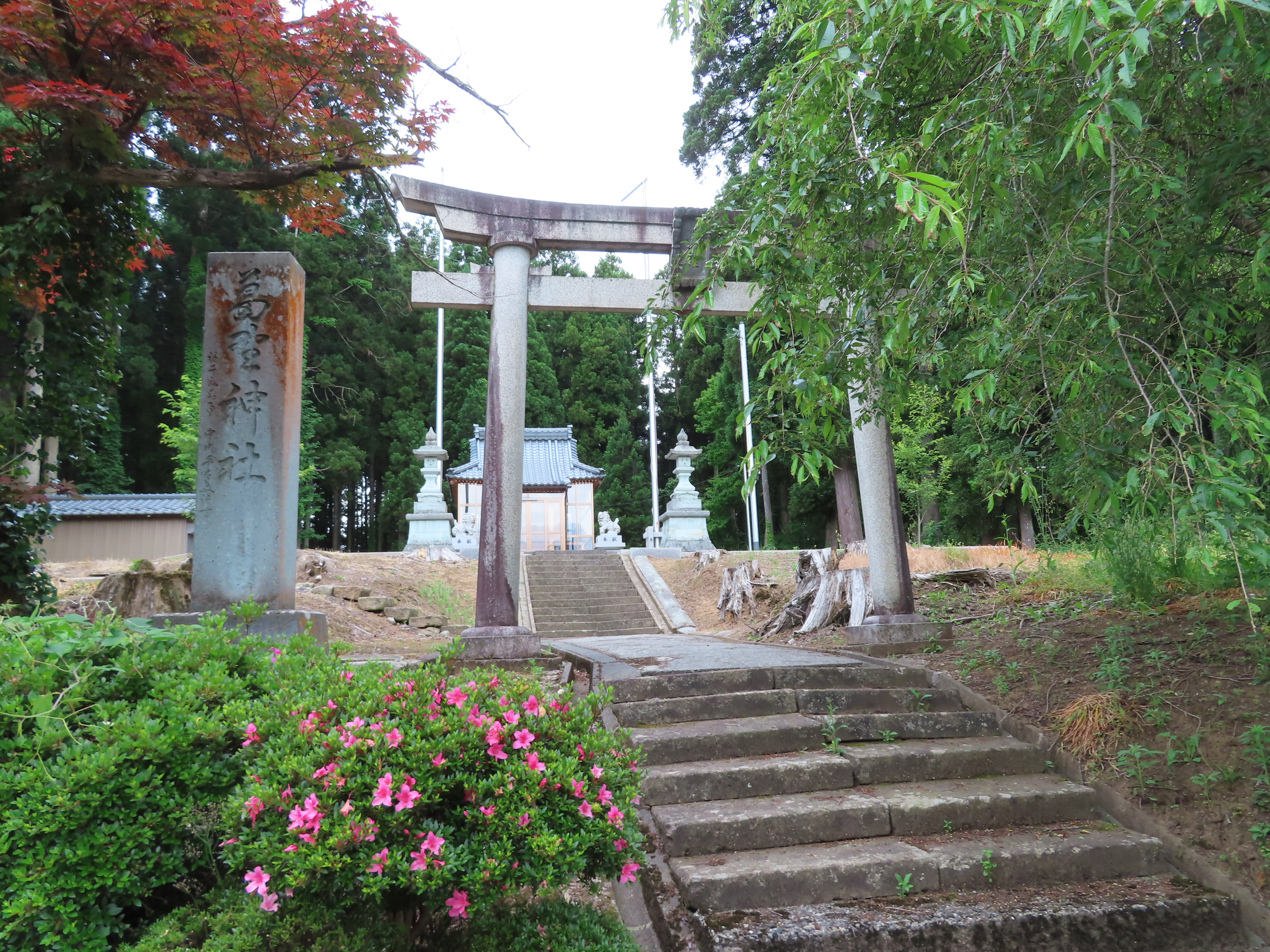
葛野神社

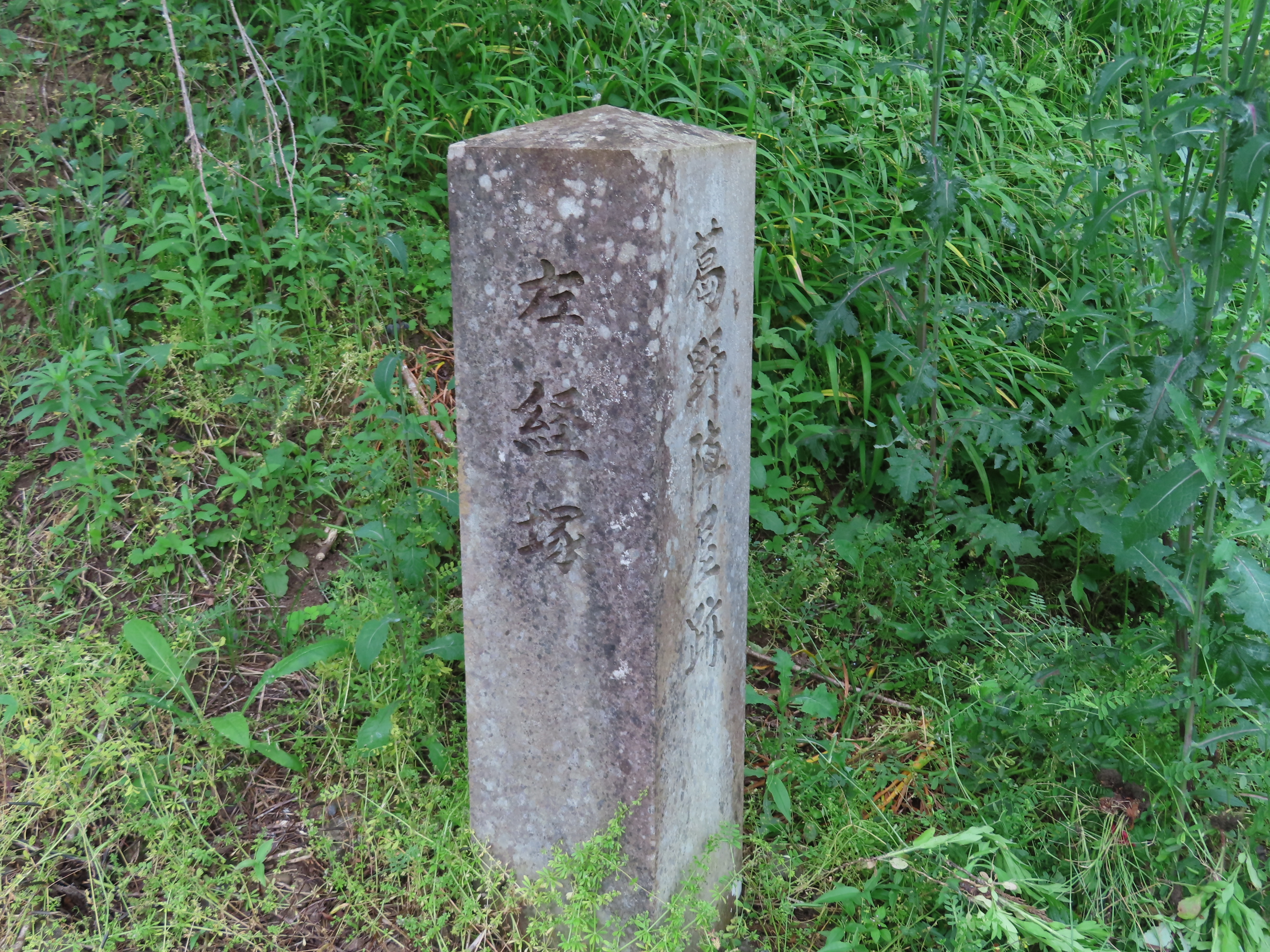
葛野藩の陣屋があったことを示す石碑

この周辺は中世に「糸生郷」と呼ばれた地域で、付近には泰澄ゆかりの寺とされる天台宗の古刹・越知山大谷寺が所在する。
葛野藩の廃藩後も、葛野陣屋は旧葛野藩領を含む周辺の幕府領を管轄するため、享保5年（1720年）まで存続した。藩領時代から合わせて20年あまりにわたって陣屋が所在し役人が駐在していたことからは、物資供給や奉公人などの需要も生じることとなり、葛野地区は周辺の村よりも商人や職人の多い「町」的な姿になったという。
吉宗が将軍となっていた享保5年（1720年）、越後村上藩主であった間部詮言が越前国に移されて鯖江藩が立藩された際、葛野陣屋のある下糸生村周辺は鯖江藩領となった。葛野陣屋代官の小泉市太夫は管轄下の村（今立郡74か村と丹生郡14か村）を鯖江藩領の一部として引き渡した。
陣屋跡は現在は葛野神社となっており、領域の隅に葛野陣屋跡座標: 北緯35度59分29.227秒 東経136度05分45.079秒 / 北緯35.99145194度 東経136.09585528度を記念する小さな石碑が建っている。

## 政治
藩主である頼方は領地に下ったことはなく、代官が派遣されて統治していた。公称は当初で3万石であったが、実高はそれより少なかったとされる。
葛野藩で支配にたずさわった家臣は合計14人で、これは高森藩と同数である。
郷村支配のあり方や年貢の収納方法については、幕府領時代のものを踏襲したとみられる。

## 備考
- 『徳川実紀』（有徳院殿御実紀巻一の巻頭）には、頼方（吉宗）が綱吉から「領知三万石を給ひ、越前丹生の郷鯖江の地を領したまふ」と記しているが[14]、鯖江を与えられたとするのは誤りである[2][15]。
- 葛野藩領には上天下村・下天下村（丹生郡。現在の福井市上天下町・下天下町）があった[2]（幕末期には福井藩領）。吉宗が「私は紀州にいたときに天下村を領した。これは将軍になる吉兆であった」[注釈 11]と述べたという話が、幕末期の福井藩主松平慶永の日記『真雪草子』に記されている[2]。
- のちに頼方（吉宗）が将軍になったことから、旧領では実際には領地入りしていないはずの吉宗との縁を語る様々な伝説が生じることとなった[2]。たとえば上天下村（上述）の旧家では、領内を巡察した頼方が村の名前を大層喜び、さまざまなものを拝領したと伝えられている[2]。丹生郡笹谷村（現在の福井市笹谷町）では、頼方が村に仮館を設けて葛野に移るまで滞在したと伝えている[2]。
- 葛野神社が所蔵している木像は、頼方（吉宗）の像とされる。ただし、『越前国名蹟考』では紀州藩祖である徳川頼宣の像としており[2]、いつの頃からか吉宗のものとする伝承に置き換わったようである。1894年（明治27年）の『神社明細帳』には「徳川吉宗木像」として載せられている[2]。

## 歴代藩主
葛野松平家
3万石 親藩（御連枝）
1. 頼方